# Kobla Ladzekpo
Kobla Ladzekpo ist ein ghanaischer Perkussionist.
Ladzepko entstammt einer Familie, deren Mitglieder seit Generationen als Schlagzeuger und Komponisten im Volk der Ewe wirkten. Er trat als Mitglied verschiedener Tanz- und Kulturgruppen in der Sowjetunion, Israel, Australien und den USA auf. Seit 1982 wirkte er als Dozent an mehreren australischen Universitäten und dem Naropa Institute in Boulder/Colorado.
Er studierte am California Institute of the Arts (CalArts) und erhielt einen Mastergrad für Anthropologie der California State University. Gegenwärtig wirkt er als Ko-Direktor für Afrikanische Musik und Tanz am California Institute of the Arts und Direktor des Music and Dance of Ghana Ensemble an der University of California, Los Angeles.
Daneben leitet Ladzekpo die von ihm und seiner Frau Dzidzorgbe Lawluvi-Ladzekpo gegründete Zandonu African Music and Dance Company und das Plattenlabel Zandonu Records. 1991 wirkte er am Soundtrack des Films Mississippi Masala mit.
| Personendaten    | Personendaten             |
| ---------------- | ------------------------- |
| NAME             | Ladzekpo, Kobla           |
| KURZBESCHREIBUNG | ghanaischer Perkussionist |
| GEBURTSDATUM     | 20. Jahrhundert           |